# Попов, Михаил Николаевич (психиатр)
Михаил Николаевич Попов (23 мая 1864 — 11 октября 1908) — русский психиатр, специалист по психопатологии, нервным и душевным болезням.

## Биография
Окончил курс на медицинском факультете в Харьковском университете в 1890 г., состоял затем при том же университете ординатором (1890—1892) при клинике нервных и душевных болезней и ассистентом по той же кафедре (1892—1894).
Доктором медицины признан в 1893 за диссертацию: «О нейроглии и её распределении в продолговатом мозгу и Варолиевом мосту» и принят в число приват-доцентов.
В 1895 г. Попов назначен профессором по кафедре нервных и душевных болезней в Императорский Томский университет.
По своей специальности Попов напечатал:
- «Сравнительная оценка сердечных средств» («Труды Харьковск. Общ. Врачей»),
- «О нейроглии» («Архив Психиатрии», 1893), «Ueber die Multiple sclerose» («Nоеurolog. Centralblatt», 1894),
- «К патологии бессонницы» («Архив Психиатрии», 1896),
- «Первичное паралитическое, сифилитическое слабоумие» (т. же, 1691),
- «Сифилитическая нейрастения» (т. же, 1893)
- и др.